# Neyssa Etienne
Neyssa Etienne (Port-au-Prince, 31 oktober 1983) is een tennisspeelster uit Haïti.
Etienne begon op vijfjarige leeftijd met het spelen van tennis.
Sinds 1998 kwam zij dertienmaal uit voor Haïti op de Fed Cup.
In 2000 nam zij deel aan de olympische zomerspelen van Sydney, in het damesenkelspel.
In 2001 speelde ze samen met de Duitse Annette Kolb in de meisjesdubbelspelfinale van Roland Garros.